# Paulinho Santos
Pour les articles homonymes, voir Paulo Santos, dos Santos et Santos (homonymie).
Paulinho Santos, de son nom complet João Paulo Maio dos Santos, est un footballeur portugais né le 21 novembre 1970 à Vila do Conde. Il évoluait au poste de milieu défensif.

## Biographie
International, il possède 30 sélections en équipe du Portugal. Il participe à l'Euro 1996 avec l'équipe nationale.
Il remporte sept championnats du Portugal avec le FC Porto.

## Carrière
- 1989-1992 :  Rio Ave FC
- 1992-2003 :  FC Porto

## Palmarès

### En club
Avec le FC Porto :
- Vainqueur de la Coupe de l'UEFA en 2003 (ne joue pas la finale)
- Champion du Portugal en 1993, 1995, 1996, 1997, 1998, 1999 et 2003
- Vainqueur de la Coupe du Portugal en 1994, 1998, 2000, 2001 et 2003
- Vainqueur de la Supercoupe du Portugal en 1993, 1994, 1996, 1998, 1999 et 2001